# Рейд Кабарере
Рейд Кабарере — десантная операция по захвату конголезской столицы Киншасы, которую в ходе второй конголезской войны пытались осуществить мятежные тутси во главе с полковником Джеймсом Кабарере (Кабари) в августе 1998 года.

## Предпосылки
Джеймс Кабарере занимал высокий пост при президенте Кабиле, однако тот в июле месяце начал политику конголизации армии. Кабарере как руандийский тутси был заменен на посту начальника штаба армии на представителя коренного народа.

## Ход операции
Вскоре после мятежа тутси, положившего начало второй конголезской войне, полковник Джеймс Кабарере захватил транспортный Боинг и с отрядом верных ему бойцов 3 августа вылетел из города Гома на авиабазу города Китона. При помощи расквартированных там тутси ему удалось увеличить численность группировки до 3 тысяч бойцов и фактически открыть второй фронт мятежа на западе страны, создав серьёзную опасность для столицы. К 11 августа он захватил города Бома и Матади. 13 августа — ГЭС Инга, снабжающую столицу электроэнергией. Лоран Кабила обратился за помощью к Анголе. Повстанцы развили успешное наступление на столицу, захватив города Сонгололо (16 августа) и Мбанза Нгунга (20 августа). Разыгралась битва за Матади, в которую на стороне правительства вмешались ангольские интервенты из Кабинды под предводительством де Матоса. 31 августа ангольские войска вытеснили повстанцев из Матади, а 1 сентября из Китоны.

## Результат
Западная группировка повстанцев, сохраняя боеспособность, отступила на контролируемую УНИТА территорию Анголы в районе города Куембеле (провинция Лунда Норте). Несмотря на то, что рейд нельзя было назвать удачным, тем не менее он оттянул на себя часть правительственных войск, что позволило повстанцам захватить огромные территории на востоке страны, включая город Кисангани. Впоследствии Джеймс Кабарере упоминался в звании бригадного генерала.